# Cytospora decorticans
Cytospora decorticans är en svampart som beskrevs av Sacc. 1884. Cytospora decorticans ingår i släktet Cytospora och familjen Valsaceae.   Inga underarter finns listade i Catalogue of Life.